# Década de 1160 a.C.

## Eventos
- 1164 a.C. [1] - Abdom, filho de Hilel, de Piratom, na terra de Efraim, juiz de Israel. Ele julgou Israel por oito anos.[2] Segundo Torrey, ele julgou apenas o nordeste de Israel.[1]
- 1166 a.C - Inicio do Calendário discordiano

## Nascimentos
- 1169 a.C. - Wu Wang, fundador da dinastia Chou, filho de Wen Wang. Ele se tornou imperador em 1122 a.C. e morreu em 1116 a.C.[3]

## Mortes
- 1167 a.C. - Ramessés III.[4][5] Ele havia começado a reinar em 1198 a.C.[4]
- 1160 a.C. - Thammuz da Síria, crucificado. Ele foi citado por Ctésias.[6]